# Barbara Helena Preissler

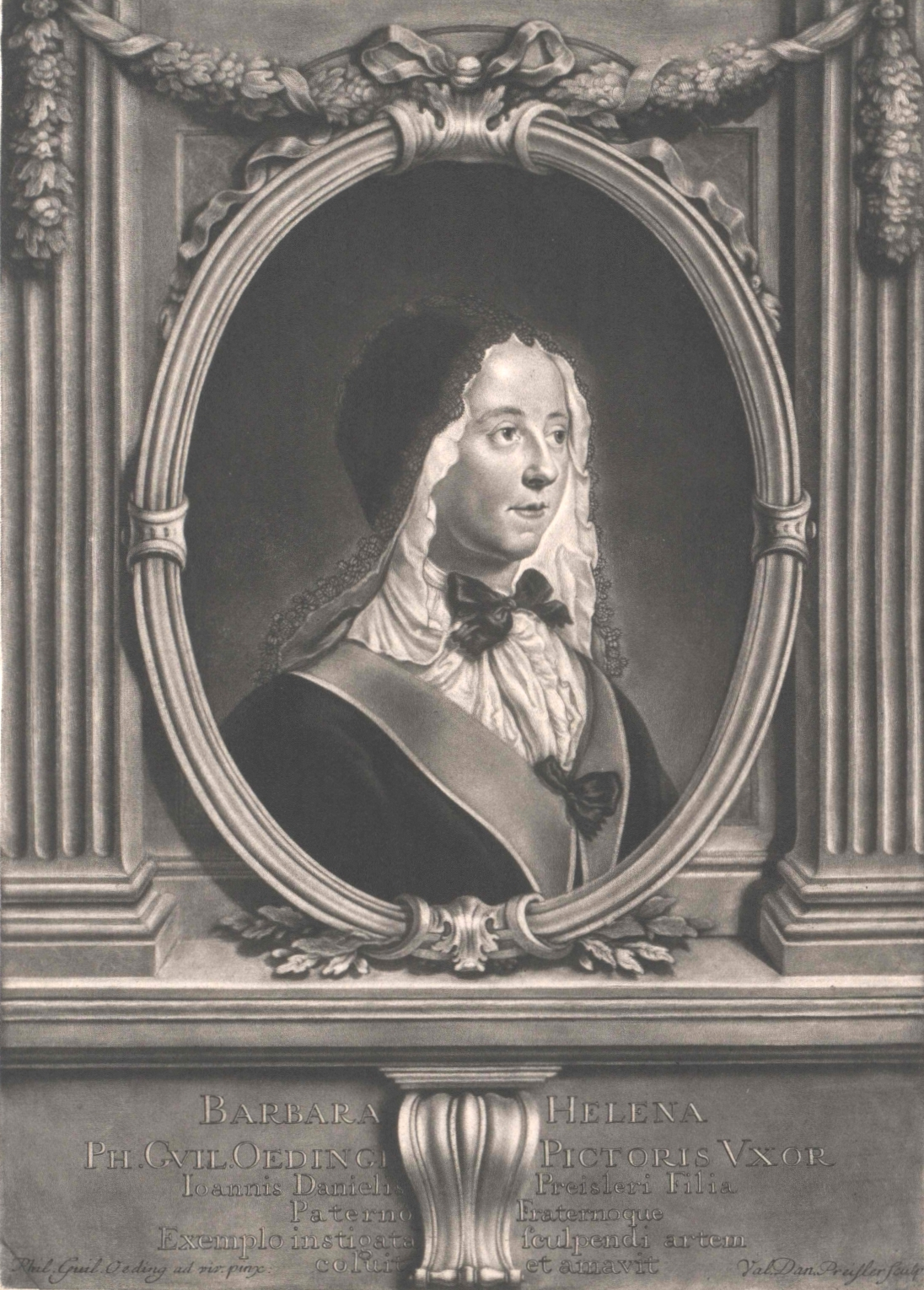
Barbara Helena Oeding, geb. Preisler, Mezzotinto von Valentin Daniel Preisler, dem jüngeren Bruder Barbara Helenas, nach einem Bildnis von Philipp Wilhelm Oeding

Barbara Helena Preissler auch: Preisler (* 12. Juni 1707 in Nürnberg; † 1758 in Braunschweig) war eine deutsche Miniaturmalerin, Kupferstecherin und Wachsbossiererin.

## Leben
Barbara Helena war eine Tochter von Johann Daniel Preissler, von dem sie unterrichtet wurde. 1729 heiratete sie in zweiter Ehe Philipp Wilhelm Oeding (1697–1781), später Hofmaler in Braunschweig. Sie schuf Kupferstiche mit topografischen Ansichten sowie Gegenstände aus Wachs, Elfenbein und Alabaster. Als Dichterin war sie Mitglied im Pegnesischen Blumenorden mit dem Ordensnamen „Erone“ (Alantwurz).